# Cantón de Langon
El cantón de Langon era una división administrativa francesa, que estaba situada en el departamento de Gironda y la región de Aquitania.

## Composición
El cantón estaba formado por trece comunas:
- Bieujac
- Bommes
- Castets-en-Dorthe
- Fargues
- Langon
- Léogeats
- Mazères
- Roaillan
- Saint-Loubert
- Saint-Pardon-de-Conques
- Saint-Pierre-de-Mons
- Sauternes
- Toulenne

## Supresión del cantón de Langon
En aplicación del Decreto nº 2014-192 de 20 de febrero de 2014, el cantón de Langon fue suprimido el 22 de marzo de 2015 y sus 13 comunas pasaron a formar parte del nuevo cantón de Sur de Gironda.